# Maiden Castle

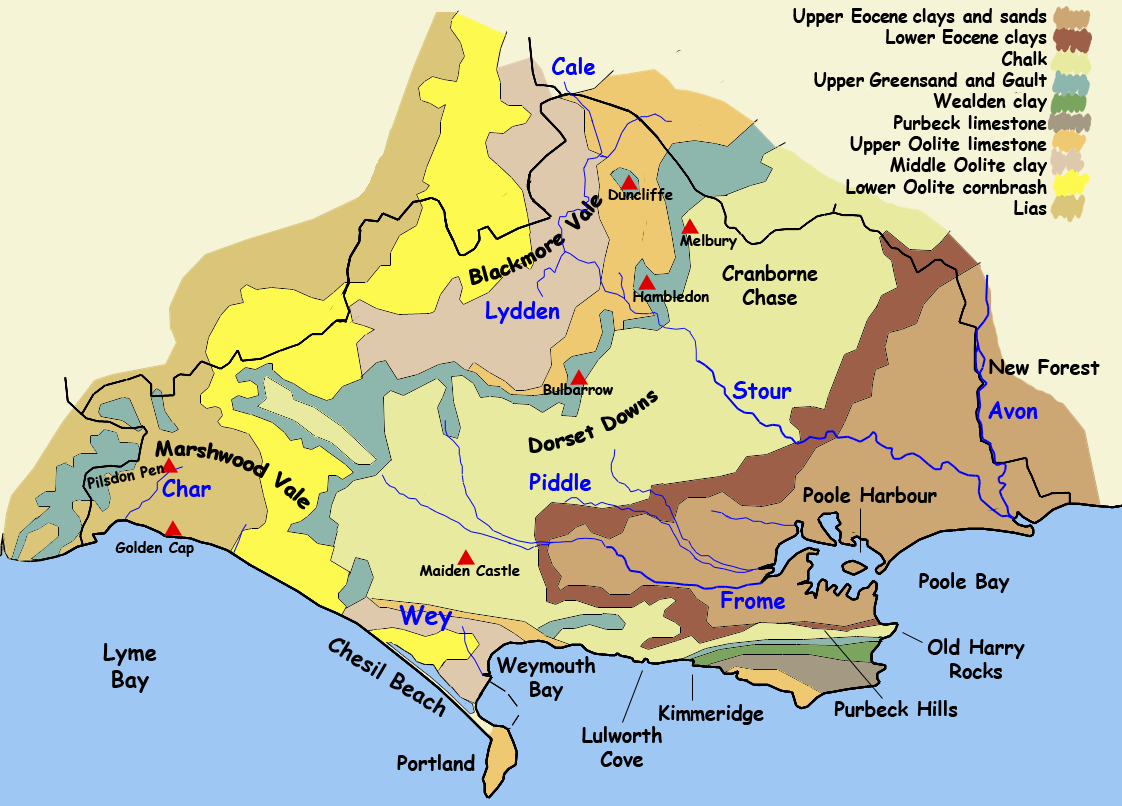
Lage

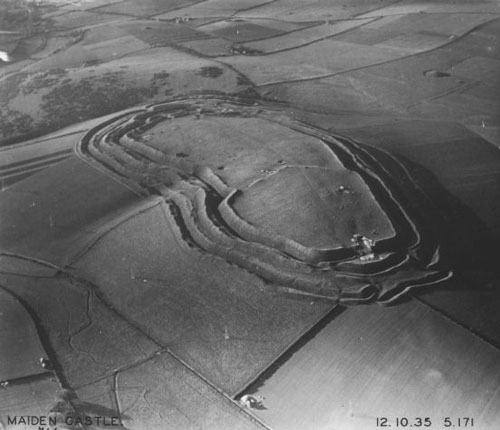
Maiden Castle 1935

Maiden Castle ist ein eisenzeitliches Hillfort, in seiner letzten Ausprägung errichtet zwischen 800 und 60 v. Chr. Es liegt nahe Dorchester in der englischen Grafschaft Dorset.  Nicht zu verwechseln mit Maiden Castle in Cheshire.

## Forschungsgeschichte
Mortimer Wheeler führte hier in den 1930er Jahren bahnbrechende Ausgrabungen durch.

## Neolithische Besiedlung
Der Hügel wurde seit 4000 v. Chr. genutzt (causewayed camp). Dieses unterbrochene Erdwerk datiert in das Altneolithikum (Western Carinated Ware). Es enthielt im oberen Teil der Verfüllung der Gräben aber auch mittelneolithische Peterborough Ware. Auf dem Hügel befindet sich ferner der Maiden Castle Bank Barrow.

## Eisenzeitliche Befestigung
Die größte Anlage ihrer Art in England besteht aus einer mit Wällen und Gräben umgebenen Höhe auf einem Plateau von ca. 18 Hektar – früher mit Hütten bebaut. Die gut erhaltenen Wälle erreichen eine Höhe von bis zu 25 m. Das Gelände wird durch zwei komplizierte Toranlagen erschlossen. Maiden Castle gehörte in dieser Zeit zum Gebiet des Stammes der Durotriges.

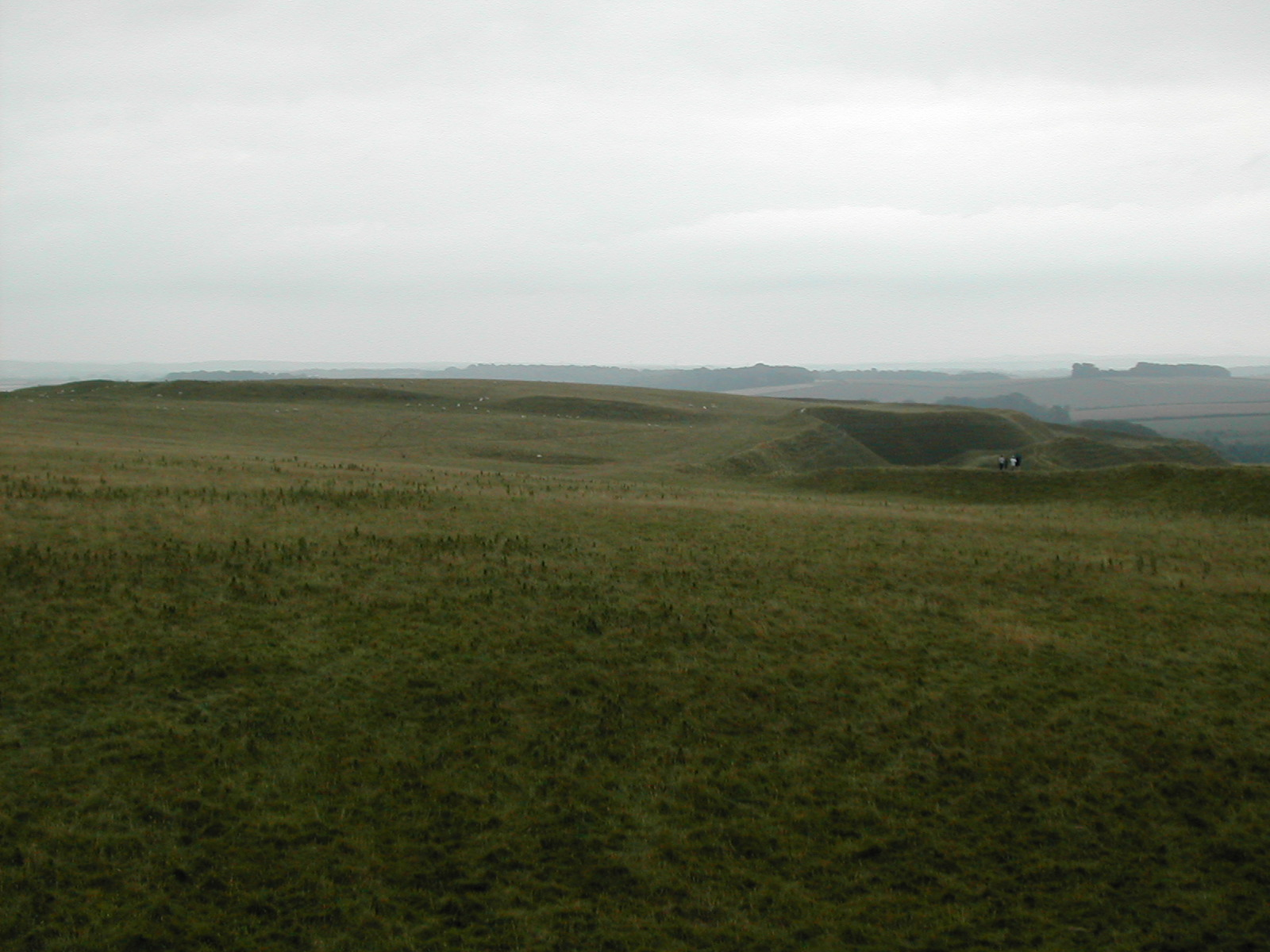
Plateau von Maiden Castle
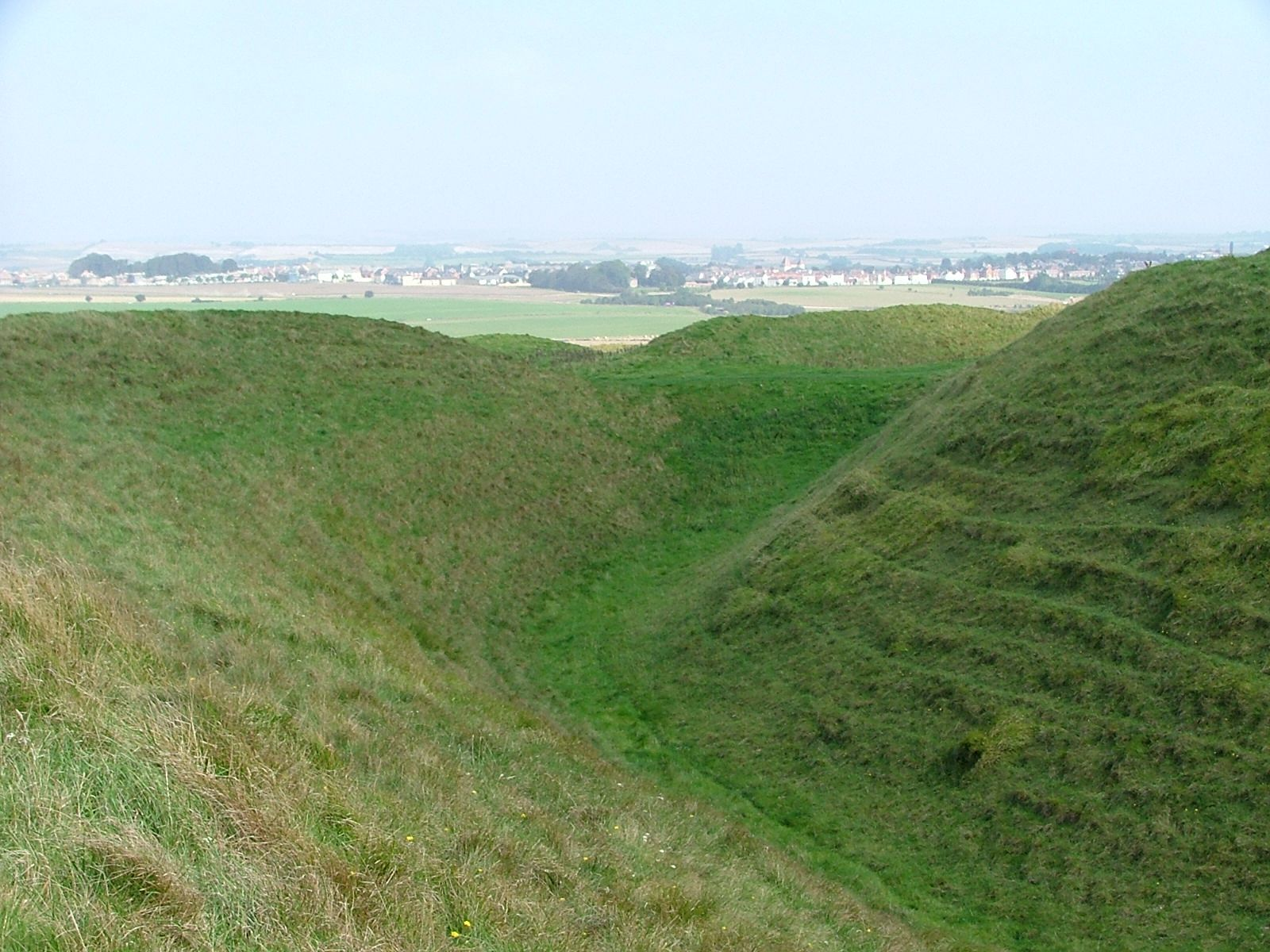
Wallanlagen von Maiden Castle
Wallanlagen von Maiden Castle
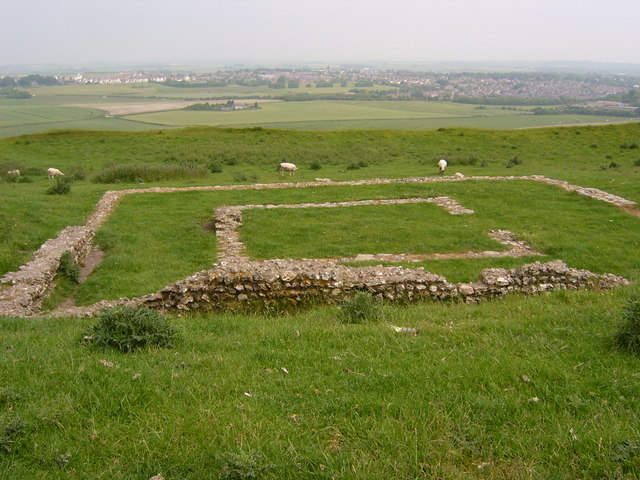
Römischer Tempel

## Römische Anlagen
Der Hügel wurde 43 n. Chr. von den Römern erobert und ab 70 n. Chr. zugunsten von Dorchester verlassen. Mehrere Bestattungen wurden von Wheeler der römischen Eroberung zugeordnet. Im 4. Jahrhundert setzte wieder rege Bautätigkeit ein. So wurde unter anderem ein Tempel errichtet, dessen Grundmauern im Gelände zu sehen sind. Kurze Zeit später wurde die Anlage jedoch wieder verlassen.
Maiden Castle wird touristisch mit einem ca. einstündigen Rundgang und Informationstafeln erschlossen.
Es gibt mehrere andere prähistorische Fundstellen desselben Namens, so das Scheduled Monument Maiden Castle in Bickerton Hill in Cheshire.